# SN 1996bh
SN 1996bh – supernowa typu Ia odkryta 9 października 1996 roku w galaktyce A011131-0057. W momencie odkrycia miała maksymalną jasność 22,80m.